# STS-73
STS-73 var en flygning i det amerikanska rymdfärjeprogrammet med rymdfärjan Columbia. Den sköts upp från Pad 39B vid Kennedy Space Center i Florida den 20 oktober 1995. Efter nästan sexton dagar i omloppsbana runt jorden återinträdde rymdfärjan i jordens atmosfär och landade vid Kennedy Space Center.